# Phil Booth
Phil Booth (Baltimore, Maryland, 31 de diciembre de 1995) es un baloncestista estadounidense que pertenece a la plantilla del JDA Dijon de la Pro A de Francia. Con 1,88 metros de estatura, juega en la posición de base.

## Trayectoria deportiva

### Universidad
Jugó cinco temporadas con los Wildcats de la Universidad de Villanova, aunque su temporada júnior se la perdió prácticamente entera debida a una lesión en la rodilla. Promedió 10,2 puntos, 2,6 rebotes y 2,5 asistencias por partido.
Logró dos campeonatos de la NCAA con los Wildcats, en 2016 y 2018. En 2019 fue incluido en el mejor quinteto de la Big East Conference y recibió el Trofeo Robert V. Geasey al mejor jugador de la Philadelphia Big 5, asociación informal de universidades de Filadelfia.

### Profesional
Tras no ser elegido en el Draft de la NBA de 2019, disputó las Ligas de Verano de la NBA con los Cleveland Cavaliers, jugando siete partidos en los que promedió 7,7 puntos y 1,4 rebotes. El 26 de julio firmó contrato con los Washington Wizards. con los que disputó la pretemporada, aunque finalmente resultó asignado a su filial en la G League, los Capital City Go-Go.
El 19 de julio de 2021, firma por el BC Oostende de la Pro Basketball League.
El 15 de julio de 2022, firma por el KK Budućnost Podgorica de la Liga Montenegrina de Baloncesto.
El 2 de enero de 2023, firma por el Petkim Spor de la BSL de Turquía.
El 14 de junio de 2023 firma con el SIG Strasbourg de la LNB Pro A francesa.
El 25 de julio de 2024 firmó con el Vanoli Cremona de la Lega Basket Serie A italiana. Tras ser cortado por el equipo italiano, el 26 de noviembre ficha por el JDA Dijon de la LNB Pro A francesa.